# Euchromius ramburiellus
Euchromius ramburiellus is een vlinder uit de familie grasmotten (Crambidae). De wetenschappelijke naam is voor het eerst geldig gepubliceerd in 1836 door Duponchel.
De soort komt voor in Europa.